# Marian Duff
Marian Duff (Paramaribo, 1977) is een Nederlands museumdirecteur. 
Ze werd geboren in samengesteld gezin binnen de drie Guyana's, Guyana, Suriname, Frans Guyana. 
Moeder vertrok al snel naar Nederland, werd er onder meer verpleger en liet vervolgens dochter overkomen naar Haarlem. Ze wilde na een aantal horecabaantjes in Kennemerland de journalistiek in. Tegendraads solliciteerde ze bij het blad Playboy. Daarna volgde Het Parool onder Albert de Lange. Voorts werkte ze sinds de jaren negentig in  hiphopcafé De Duivel.  
Ze werkte in 2019 voor Museum Van Loon, ze organiseerde er de tentoonstelling Aan de Surinaamse grachten, een eerste keer dat Museum van Loon terugkeek op (hun) slavernijverleden. Ze schrok toen ze het in het museum afgebeelde familiewapen zag met drie tot slaaf gemaakten.
Ze was ook enige tijd betrokken bij Ons' Lieve Heer op Solder en het Amsterdam Museum. Sinds 2020 is ze directeur van OSCAM een museum op het Bijlmerplein 110-111. Dat startte in 2017 als een platform. Het museum begon met gratis tentoonstellingen, je mocht er voor geven wat je wilde (Pay as you like). In 2023 kwam het museum met Shifting the narrative. Duff is er voorstander van dat zwarte mensen niet (meer) als slaaf worden afgebeeld, maar zoals ze daadwerkelijk waren en zijn, iets wat ze deelt met beeldhouwer Nelson Carrilho.
- Library of Congress Control Number: no2019158748
- Virtual International Authority File: 34157340655309921507